# Lydella pusilla
Lydella pusilla är en tvåvingeart som beskrevs av Macquart 1834. Lydella pusilla ingår i släktet Lydella och familjen parasitflugor.
Artens utbredningsområde är Frankrike. Inga underarter finns listade i Catalogue of Life.